# Albert de Quintana i Vergés
Albert de Quintana i Vergés (Girona, 23 de juny de 1904 - Girona, 6 d'agost de 1999) fou un advocat i polític gironí
De Quintana era descendent d'una nissaga de polítics contemporanis de diverses ideologies –era net d'Albert de Quintana i Combis, diputat a Corts pel Partit Liberal de Práxedes Mateo Sagasta durant diverses legislatures de 1876 a 1891; era fill d'Albert de Quintana i Serra, alcalde de Girona per la Lliga Regionalista el 1917 i el 1920; i era cosí d'Albert de Quintana i de León, governador civil de Girona per ERC el 1931– que actuà dins les circumscripcions de Girona i Torroella de Montgrí.
De Quintana i Vergés fou tinent d'alcalde de l'Ajuntament de Barcelona per la CEDA en l'etapa de suspensió de l'autonomia de Catalunya durant el Bienni negre de la Segona República Espanyola (1934 - 1936). Participà en l'aixecament armat contra la República, en tant que oficial de complement, el 19 de juliol a Girona, durant la declaració d'Estat de guerra a la ciutat. Per aquest motiu fou condemnat per un Tribunal Popular i empresonat a diverses presons durant tota la Guerra Civil espanyola.
Després de la guerra fou alliberat i ingressà a la FET i de les JONS. Immediatament, el febrer de 1939 es convertí en tinent d'alcalde de l'Ajuntament de Girona, sota la breu alcaldia de Joan Tarrús i Bru. Pocs mesos més tard, fou nomenat alcalde de Girona. Es convertí en el segon alcalde franquista de la ciutat (1939 - 1946) durant la reconstrucció d'aquesta i la repressió política que s'hi aplicà. Cessà amb tota la seva corporació arran d'un enfrontament amb el governador civil Luis Mazo Mendo. Dins les FET i de les JONS fou delegat provincial d'antics captius (1941 - 1948). Ostentà també els càrrecs de president del Girona Futbol Club (1945 - 1948), el de secretari de la Cambra de Comerç de Girona (1940 - 1975), el deganat del Col·legi d'advocats de Girona i fou procurador a Corts franquistes per la circumscripció de Girona (1943 - 1946). El 1966 rebé la comanda senzilla de l'Ordre de Cisneros, una condecoració falangista. El 1977 fou candidat al Senat per la circumscripció de Girona sota l'UCD.